# Александра-палас
Алекса́ндра-па́лас (англ. Alexandra Palace, «дворец Александры», в просторечии — «Э́лли Пэ́лли» (англ. Ally Pally)) — культурно-развлекательный центр викторианской эпохи площадью 30 000 м², возведённый в Харингее за Хайгейтом в качестве своеобразного ответа северного Лондона на Хрустальный дворец — украшение юга британской столицы. В настоящее время архитектурно-парковый комплекс сочетает функции конгресс-центра, выставочного зала и крытого катка.
Идея строительства «Народного дворца» на северной окраине Лондона была впервые высказана в 1860 году. Три года спустя началось обустройство Александра-парка, названного так в честь бракосочетания принца Уэльского с датской принцессой Александрой. К нему была проведена отдельная железнодорожная ветка.
Сам дворец, сочетавший в себе элементы неоготики и неоренессанса с современными инженерными решениями, открылся 24 мая 1873 года. Его открытие собрало более 100 тысяч зевак. Уже через 16 дней дворец сгорел дотла, при этом погибло несколько служащих и прибывшее на выставку собрание редкого фарфора.
Через два года Александра-палас был восстановлен. В обновлённом виде он включал в себя музейные экспозиции, лекционный зал, библиотеку, бассейн, ипподром, домики в японском стиле, пруд для лодочных прогулок и поле для игры в гольф. С того времени сохранились концертный зал с органом (который Марсель Дюпре назвал лучшим в Европе) и архаичная по нынешним временам театральная сцена.
В конце XX века Александра-палас стал использоваться как концертная площадка. В частности, именно здесь в 1996 году Робби Уильямс раздавал награды MTV Europe Music Awards. С 2012 года дворец принимает турнир по снукеру «Мастерс».
Александра-палас невозможно представить без телевышки, которая эксплуатируется с 1936 года. Именно отсюда в 1930-е годы начинал своё вещание телеканал «Би-би-си».
В Александра-палас установлен концертный орган фирмы Henry Willis & Sons.